# 惠特普萊恩斯 (阿拉巴馬州錢伯斯縣)
惠特普萊恩斯（英語：White Plains）是一個位於美國阿拉巴馬州錢伯斯縣的非建制地區。該地的面積和人口皆未知。

## 地理
惠特普萊恩斯的座標為32°59′32″N 85°23′57″W / 32.992222°N 85.399166°W，而該地最高點為海拔高度319米（即1047英尺）。